# George Segal (acteur)
Pour les articles homonymes, voir George Segal et Segal.
George Segal, né le 13 février 1934 à Great Neck (Long Island, État de New York) et mort le 23 mars 2021 à Santa Rosa (Californie) est un acteur et producteur américain.

## Biographie
George Segal est le benjamin d'une fratrie de quatre enfants. Ses grands-parents paternels et maternels sont tous des immigrants juifs de Russie.
Intéressé par le théâtre dès l'âge de 9 ans, il poursuit cette passion et entre finalement à l'université Columbia pour y décrocher un baccalauréat en Arts de la scène en 1955. Après avoir servi dans l'armée américaine, il étudie à l'Actors Studio auprès de Lee Strasberg et Uta Hagen. En 1956, il décroche un rôle dans une production off-Broadway de Le marchand de glace est passé (The Iceman Cometh) de Eugene O'Neill aux côtés de Jason Robards. En 1961, il signe un contrat avec Columbia Pictures.  

### Carrière
Le sommet de sa carrière est atteint dans les années 1960 et 1970. Il a été nommé à l'Oscar du meilleur acteur dans un second rôle pour le rôle du jeune professeur Nick dans Qui a peur de Virginia Woolf (Who's Afraid of Virginia Woolf?, 1966) de Mike Nichols et a remporté deux Golden Globes : le Golden Globe de la révélation masculine de l'année pour son rôle du Dr Tony 'Shiv' Parelli dans Les Nouveaux Internes (The New Interns, 1964) de John Rich et le Golden Globe du meilleur acteur dans un film musical ou une comédie pour le rôle de Steve Blackburn dans Une maîtresse dans les bras, une femme sur le dos (A Touch of Class, 1973) de Melvin Frank.

### Mort
Segal est décédé des complications d'un pontage à Santa Rosa, en Californie, le 23 mars 2021, à l'âge de 87 ans.

## Filmographie

### Acteur

#### Cinéma
- 1961 : Les Blouses blanches (The Young Doctors) de Phil Karlson : Dr Howard
- 1962 : Le Jour le plus long (The Longest Day) de Ken Annakin, Andrew Marton, Bernhard Wicki, Gerd Oswald et Darryl F. Zanuck : Un ranger de l'armée américaine
- 1963 : Act One de Dore Schary : Lester Sweyd
- 1964 : Les Nouveaux Internes (The New Interns) de John Rich : Dr Tony 'Shiv' Parelli
- 1964 : Le Mercenaire de minuit (Invitation to a Gunfighter) de Richard Wilson : Matt Weaver (VF: Marc Cassot)
- 1965 : La Nef des fous (Ship of Fools) de Stanley Kramer : David le peintre (VF: Marcel Bozuffi)
- 1965 : Un caïd (King Rat) de Bryan Forbes : Cpl. King
- 1966 : Les Centurions (Lost Command) de Mark Robson : Mahidi
- 1966 : Le Secret du rapport Quiller (The Quiller Memorandum) de Michael Anderson : Quiller (VF: Marcel Bozuffi)
- 1966 : Qui a peur de Virginia Woolf (Who's Afraid of Virginia Woolf?) de Mike Nichols : Nick (VF: Daniel Crouet)
- 1967 : L'Affaire Al Capone (The St. Valentine's Day Massacre) de Roger Corman : Peter Gusenberg (VF: Jacques Deschamps)
- 1968 : Bye Bye Braverman de Sidney Lumet : Morroe Rieff
- 1968 : Le Refroidisseur de dames (No Way to Treat a Lady) de Jack Smight : Morris Brummel (VF: Gabriel Cattand)
- 1969 : La Fille qui ne savait pas dire non (Il Suo modo di fare) de Franco Brusati : Franco
- 1969 : L'Étoile du sud (The Southern Star) de Sidney Hayers et Orson Welles : Dan (VF: Claude Giraud)
- 1969 : Le Pont de Remagen (The Bridge at Remagen) de John Guillermin : Lt. Phil Hartman (VF: Jean Claude Michel)
- 1970 : Loving d'Irvin Kershner : Brooks Wilson
- 1970 : Where's Poppa? de Carl Reiner : Gordon Hocheiser
- 1970 : La Chouette et le Pussycat (The Owl and the Pussycat) de Herbert Ross : Felix (VF: Jacques Thebault)
- 1971 : Né pour vaincre (Born to Win) d'Ivan Passer : J (JJ)
- 1972 : Les Quatre Malfrats (The Hot Rock) de Peter Yates : Andrew Kelp (VF: Dominique Paturel)
- 1973 : Les Choses de l'amour (Blume in Love) de Paul Mazursky : Stephen Blume
- 1973 : Une maîtresse dans les bras, une femme sur le dos (A Touch of Class) de Melvin Frank : Steven 'Steve' Blackburn
- 1974 : L'Homme terminal (The Terminal Man) de Mike Hodges : Harry Benson
- 1974 : Les Flambeurs (California Split) de Robert Altman : Bill Denny
- 1975 : Russian Roulette de Lou Lombardo : Cpl. Timothy Shaver
- 1975 : The Black Bird de David Giler : Sam Spade Jr.
- 1976 : La Duchesse et le Truand (The Duchess and the Dirtwater Fox) de Melvin Frank : Charlie 'Dirtwater Fox' Malloy (VF: Marc De Georgie)
- 1977 : Touche pas à mon gazon (Fun with Dick and Jane) de Ted Kotcheff : Dick Harper (VF: Dominique Paturel)
- 1977 : Le Toboggan de la mort (Rollercoaster) de James Goldstone : Harry Calder (VF: Dominique Paturel)
- 1978 : La Grande cuisine (Who Is Killing the Great Chefs of Europe?) de Ted Kotcheff : Robby (VF: Francis Lax)
- 1979 : L'Amour sur béquilles (Lost and Found) de Melvin Frank : Adam
- 1980 : The Last Married Couple in America de Gilbert Cates : Jeff Thompson
- 1981 : Carbon Copy de Michael Schultz : Walter Whitney
- 1982 : Killing 'em Softly de Max Fischer : Jimmy Skinner
- 1985 : Stick, le justicier de Miami (Stick) de Burt Reynolds : Barry Braham (VF: Patrick Floersheim)
- 1988 : Marathon (Run for Your Life) de Terence Young : Alan Morani (VF: Pierre Hatet)
- 1989 : All's Fair de Rocky Lang : Le colonel
- 1989 : Allô maman, ici bébé (Look Who's Talking) de Amy Heckerling : Albert (VF: Daniel Beretta)
- 1991 : Fiofaniya, risuyushchaya smert (The Clearing) de Vladimir Alenikov : Grigory
- 1991 : For the Boys de Mark Rydell : Art Silver
- 1992 : Me, Myself and I de Pablo Ferro : Buddy Arnett
- 1993 : Au-dessus de la loi (Joshua Tree) de Vic Armstrong : Lt. Franklin L. Severence (VF: Jean Claude De Goros)
- 1993 : Allô maman, c'est Noël (Look Who's Talking Now) de Tom Ropelewski : Albert (VF: Jean Marie Moncelet)
- 1994 : Deep Down de John Travers : Gil
- 1994 : Direct Hit (en) de Joseph Merhi : James Tronson
- 1995 : The Feminine Touch (en) de Conrad Janis : Sen.'Beau' Ashton
- 1995 : Prête à tout (To Die For) de Gus Van Sant : Un conférencier
- 1995 : The Babysitter de Guy Ferland : Bill Holsten
- 1996 : Le Dernier Anniversaire (It's My Party) de Randal Kleiser : Paul Stark
- 1996 : Flirter avec les embrouilles (Flirting with Disaster) de David O. Russell : Ed Coplin (VF: Jean Fontaine)
- 1996 : Disjoncté (The Cable Guy) de Ben Stiller : Le père de Steven (VF: Daniel Beretta)
- 1996 : Leçons de séduction (The Mirror Has Two Faces) de Barbra Streisand : Henry Fine (VF: Georges Berthomieu)
- 2005 : Heights de Chris Terrio : Rabbi Mendel
- 2005 : Dinotopia - À la recherche de la roche solaire (Dinotopia: Quest for the Ruby Sunstone), film d'animation de Davis Doi : voix d'Albagon
- 2009 : Faits l'un pour l'autre (Made for Each Other) de Robert B. Bean : Mr. Jacobs
- 2009 : 2012 de Roland Emmerich : Tony Delgatto
- 2010 : Ollie Klubershturf vs. the Nazis : Elliott Klubershturf
- 2010 : Love, et autres drogues (Love and Other Drugs) d'Edward Zwick : Docteur James Randall
- 2014 : Elsa et Fred de Michael Radford

#### Télévision
- 1960 : The Closing Door (téléfilm)
- 1960 et 1962 : Armstrong Circle Theatre (série) : lieutenant Paul Fallon
- 1963 : Naked City (série) : Jerry Costell
- 1963 : Suspicion (The Alfred Hitchcock Hour) (série) : Larry Duke
- 1963-1964 : The Nurses (série) : Dr Novak / Dr Harry Warren
- 1964 : Arrest and Trial (en) (série) : Jack Wisner
- 1967 : The Desperate Hours (téléfilm) : Glenn Griffin
- 1968 : Of Mice and Men de Ted Kotcheff (téléfilm, d'après Des souris et des hommes de John Steinbeck) : George
- 1982 : Deadly game (téléfilm) : Howard Trapp
- 1983 : Trackdown: Finding the Goodbar Killer (téléfilm) : John Grafton
- 1984 : The Cold Room (téléfilm) : Hugh Martin
- 1984 : The Zany Adventures of Robin Hood (téléfilm) : Robin Hood
- 1985 : Pas mon enfant (Not My Kid) (téléfilm) : Dr Frank Bower
- 1986 : Piégé par le fisc (Many Happy Returns) (téléfilm) : William 'Bud' Robinson
- 1987 : Take Five (en) (série) : Andy Kooper
- 1988-1989 : Murphy, l'art et la manière d'un privé très spécial (Murphy's Law) (série) : Daedalus Patrick Murphy
- 1990 : The Endless Game (téléfilm) : Mr. Miller
- 1992 : Un ours nommé Arthur (Un orso chiamato Arturo) de Sergio Martino (téléfilm) : Billy
- 1993 : Taking the Heat (téléfilm) : Kepler
- 1993 : The Larry Sanders Show (série) : George Segal
- 1993 : Arabesque (Murder She Wrote) (série) : Dave Novaro
- 1994 : L'Homme à la Rolls (Burke's Law) (série) : Ben Zima
- 1994 : Aaahh!Real Monsters (Série) : J. B. (voix)
- 1994 : Libre comme l'oiseau (Following Her Heart) (téléfilm) : Harry
- 1994 : Les Raisons du cœur (Seasons of the Heart) (téléfilm) : Ezra Goldstine
- 1994-1995 : Surfers détectives (en) (High Tide) (série) : Gordon (VF: Marc De Georgie)
- 1995 et 1997 : Une fille à scandales (The Naked Truth) (série) : Doc / Fred Wilde
- 1996 : Adventures from the Book of Virtues (série) : Eli (Voix)
- 1996-1997 : The Real Adventures of Jonny Quest (série) : Dr Benton C. Quest (voix)
- 1997 : Caroline in the City (série) : Bob Anderson
- 1997 : Tracey Takes On (série) : Harry Rosenthal
- 1997-2003 : Voilà ! (Just Shoot Me!) (série) : Jack Gallo (VF: Bernard Woringer)
- 1998 : Houdini (téléfilm) : Beck
- 2000 : L'histoire de Linda McCartney (The Linda McCartney Story) (téléfilm) : Lee Eastman
- 2002 : The Zeta Project (série) : Dr Eli Selig
- 2003 : New York, unité spéciale (Law & Order: Special Victims Unit) (saison 5, épisode 8) : Dr Roger Tate
- 2005 : Un destin si fragile (Fielder's Choice) (téléfilm) : JD
- 2007 : La Guerre à la maison (The War at Home) (série) : Sid
- 2007 : Private Practice (série) : Wendell Parker
- 2008 : Boston Justice (série) : Paul Cruickshank
- 2009 : Pushing Daisies (série) : Roy 'Buster' Bustamente
- 2009 : Entourage (série) : Murray Berenson
- 2010 : Scooby-Doo : Mystères associés (série) : Peter Trickell (voix)
- 2011-2012 : Retired at 35 (série) : Alan Robbins
- 2012 : American Dad! (série) : Bernie (voix)
- 2013-2020 : Les Goldberg : Pops Solomon (VF: Georges Mairet)

### Producteur

#### Cinéma
- 1975 : The Black Bird